# SDBS
Spectral Database for Organic Compounds (SDBS) е онлайн база данни с информация за над 34 000 органични съединения.
SDBS се поддържа от японския институт AIST и е преведена на английски. Съдържа 6 вида спектроскопски данни. Началото на проекта е поставено през 80-те години на XX век, като от 1997 г. базата данни е достъпна безплатно.